# Chrášťany (Praha-západ)
Chrášťany è un comune della Repubblica Ceca facente parte del distretto di Praha-západ, in Boemia Centrale.